# James Pond
James Pond, também conhecido como James Pond: Underwater Agent, é um jogo de plataforma que foi desenvolvido pelas empresas britânicas de videogames Vectordean Ltd e Millennium Interactive, e publicado pela Millennium Interactive e Electronic Arts para vários computadores domésticos e consoles em 1990. O personagem foi destaque em algumas histórias em quadrinhos da época, e o jogo teve duas continuações e um jogo spin-off.

## Sinopse
Um supervilão nefasto chamado "Doctor Maybe" (um trocadilho com o nome do Dr. Julius No, o vilão de Dr. No) é chefe da implacável mega-corporação Acme Oil Company, que não só preenche os oceanos com radiação e lixo tóxico, mas também ameaça o mundo todo dentro de seu esconderijo debaixo d'água. O protagonista da história e personagem jogável é um mudskipper antropomórfico, mutante e desenvolvido chamado pelo nome de "James Pond" (uma alusão a James Bond) contratado pelo serviço secreto britânico para proteger os mares e tirar o bandidos das áreas submarinas. Ele também é charmoso o suficiente para seduzir numerosas sereias, alguns dos quais atuam como agentes duplos, tal como nos interesses amorosos de James Bond. O jogo satiriza filmes de James Bond, com níveis que imitam os seus títulos, com nomes nível como "License to Bubble" (Licence to Kill), "A View to a Spill" (A View to a Kill), "Leak and Let Die" (Live and Let Die) e "From Three Mile Island with Love" (From Russia with Love).

## Jogabilidade
James Pond é um jogo onde se tem que resolver quebra-cabeças para derrotar os inimigos e a jogabilidade gira em torno de encontrar objetos para executar tarefas específicas, tais como carregar chaves para libertar lagostas capturadas, ou esponjas para cobrir os buracos que vazam petróleo. No entanto apesar do aspecto simples o jogo tem um grau de dificuldade grande. James pode disparar bolhas em seus inimigos para prendê-los, e os eliminando ao encostar neles. Existem várias armadilhas pelos cenários, principalmente bombas que podem ser encontradas até mesmo em baús. O personagem pode sair pra fora d'água e resolver missões saltitando na superfície, embora isto cause-lhe danos a cada segundo que fique fora d'água. Ele também se teleporta por meio de pequenos cogumelos nos solos e cada fase é de múltipla escolha, fazendo o jogador poder visitar áreas já exploradas atravessando os canos que levam a outras fases.

## Sequelas
O jogo teve duas continuações intituladas James Pond 2: Codename Robocod e James Pond 3: Operation Starfish. Um jogo spin-off de esportes também foi lançado com o personagem estrelando chamado The Aquatic Games. James Pond ainda faz um cameo no jogo Rolo to the Rescue. Em 2011 foi lançado um jogo especial para iOS James Pond in the Deathly Shallows, disponível para iPhones e iPads.